# أدريان شيلي
أدريان شيلي (24 يونيو 1966 - 1 نوفمبر 2006) (بالإنجليزية: Adrienne Shelly) كانت ممثلة ومخرجة أمريكية.

## مواقع خارجية
- أدريان شيلي على موقع IMDb (الإنجليزية)
- أدريان شيلي على موقع ألو سيني (الفرنسية)
- أدريان شيلي على موقع تيرنر كلاسيك موفيز (الإنجليزية)
- أدريان شيلي على موقع أول موفي (الإنجليزية)
- أدريان شيلي على موقع قاعدة بيانات برودواي على الإنترنت (الإنجليزية)
- أدريان شيلي على موقع قاعدة بيانات الأفلام السويدية (السويدية)
- أدريان شيلي على موقع إن إن دي بي (الإنجليزية)
- أدريان شيلي على موقع قاعدة بيانات الفيلم (الإنجليزية)
- أدريان شيلي على موقع كينوبويسك (الروسية)